# 서재호
서재호(1981년 11월 16일 ~ 2004년 8월 11일)는 대한민국의 가수로, 원티드와 7dayz의 전 멤버였다.

## 생애
2남 중 막내로 태어났다. 중학교 시절부터 음악을 시작, 2002년 7 Dayz의 멤버로 가요계에 데뷔했다. 당시 7dayz로 함께 활동했던 멤버는 이정, 하동균 등이다. 타이틀 곡 《내가 그댈》로 데뷔하여 주목을 끌었으나, 월드컵 여파로 가요계에 침체되면서 결국 지속적인 관심을 끌지 못하고 해체하게 되었다.
2004년, 서재호는 세븐데이즈를 함께했던 하동균, 전상환과 4U에서 활동했던 김재석과 함께 4인조 그룹 원티드로 다시 가요계에 데뷔했다. 타이틀 곡 《발작》 이 좋은 반응을 얻으면서 각종 음악차트 상위권을 차지하였고, 여러 행사에 섭외되어 활발한 활동을 이어갔다.
그러던 2004년 8월 11일, 부산광역시 해운대구에서 공연을 마치고 다음 공연지인 강릉시 경포대로 이동하던 중 중앙고속도로 풍기 나들목 인근에서 교통사고를 당해 향년 23세의 나이로 사망했다. 당시 매니저가 운전중이던 카니발 차량이 앞서가던 5t 트럭을 들이받으면서 발생한 사고였다. 이 밖에도 김재석이 중태에 빠지고, 하동균과 전상환도 큰 부상을 입고 병원으로 이송되었다. 장례식은 천주교 예식으로 치러졌으며 원티드 멤버들과 세븐데이즈로 함께 활동했던 이정, 같은 레이블 'M.Boat' 소속인 휘성과 거미 등 동료 가수들이 참석했다. 서재호의 시신은 벽제화장터에서 화장되어 경기도 고양시 청아공원에 안치되었다.

## 활동 앨범
- 2002년 7Dayz 1집 앨범 《7Dayz》
- 2004년 원티드 《7DAYZ＆WANTED》

## 같이 보기
- 김재기